# Mar Behnám-kolostor
Ez az Északi-Irakban található kolostorról szól. A törökországi (mardini) Mar Behnám-kolostort lásd itt.
Mar Behnám-kolostor (arabul: دير مار بهنام), teljes nevén Szent Behnám és húga, Sára mártírokról elnevezett kolostor (arabul: دير الشهيدين مار بهنام وأخته مارت سارة, szír nyelven ܕܝܪܐ ܪܡܪܝ ܒܗܢܡ ܘܡܪܬ ܣܪܐ); szír katolikus monostor volt Észak-Irakban, Ninive kormányzóságban, Khidr falucskában, Bakhdida város közelében, Moszultól kb. 32 km-re délnyugatra, a Ninivei-fennsíkon, a nimrudi (kalhui) romvárostól 8 km-re. Arabul még nevezték Deir Al-Dzsubb-nak (Ciszterna-kolostornak) is. 2014–15-ben az Iszlám Állam harcosai elpusztították.

## Története
Először egy mauzóleum épült itt az i. sz. 4. században, amikor a terület a Szászánida Birodalomhoz tartozott. Behnám asszír herceget és húgát, Sárát temették itt el, akiket apjuk, egy Szennaherib (Szanherib) nevű asszír hivatalnok, valószínűleg helytartó (a később keletkezett legenda szerint király) ölt meg, mivel gyermekei áttértek a keresztény hitre. Később megbánta tettét, és mauzóleumot épített meggyilkolt gyermekeinek. Szent Behnám kultuszának megszületése nyomán épült itt az első kolostor, még az i.sz. 4–5 században.
Kezdetben a kolostor a Antiochiai Egyházhoz tartozott. A 6. századtól, amikor a vidék áttért monofizitizmusra, a zarándokhelyet és a kolostort a Szír Ortodox Egyház vette át. Ez a kolostor lett középkori szír ortodox pátriárkák lakóhelye, közülük számosan a templomban temetkeztek. A kolostort keresztény és muzulmán zarándokok egyaránt látogatták. A 13. századból ótörök nyelvű (arab írásjelekkel írt) feliratok maradtak fenn, amelyeket mongol zarándokok hagytak hátra.
A 18. században a szerzetesek felvették a kapcsolatot a római katolikus egyházzal. A kolostor tekintélyének növekedése révén a közeli Bakhdida város lakossága is fokozatosan áttért szír katolikus hitre.

## A névadó Szent Behnám
Behnám herceg a 4. században élt. A személyéhez kötődő legenda szerint apja egy költött asszír király, II. Szennahérib (II. Szín-ahhé-eriba) lett volna. Apjának valódi személye nem ismert. Behnám valószínűleg a Szászánida Birodalom egyik helytartójának fia lehetett. Húgát, Sárát (Szarah) egy, a Makhlúb hegyen élő szentéletű szerzetes, Mar Matta kigyógyította a leprából, a két testvér ekkor áttért a kereszténységre. Apjuk ezért meggyilkoltatta őket. Később azonban őt magát is Mar Matta gyógyította ki halálos betegségéből, ekkor ő is megtért, és bűnbocsánat fejében mauzóleumot építtetett megölt gyermekei emlékére, amelynek hamarosan csodatévő híre kerekedett, és zarándokhellyé vált. Zarándokház és szerzetesi kolostor épült mellette. Szent Behnám mártír személyéhez legendát költöttek, amely szerint az asszír király fia lett volna. A 13. századi arab utazók írásaikban megemlékeztek a kolostorról.

## Az épületegyüttes

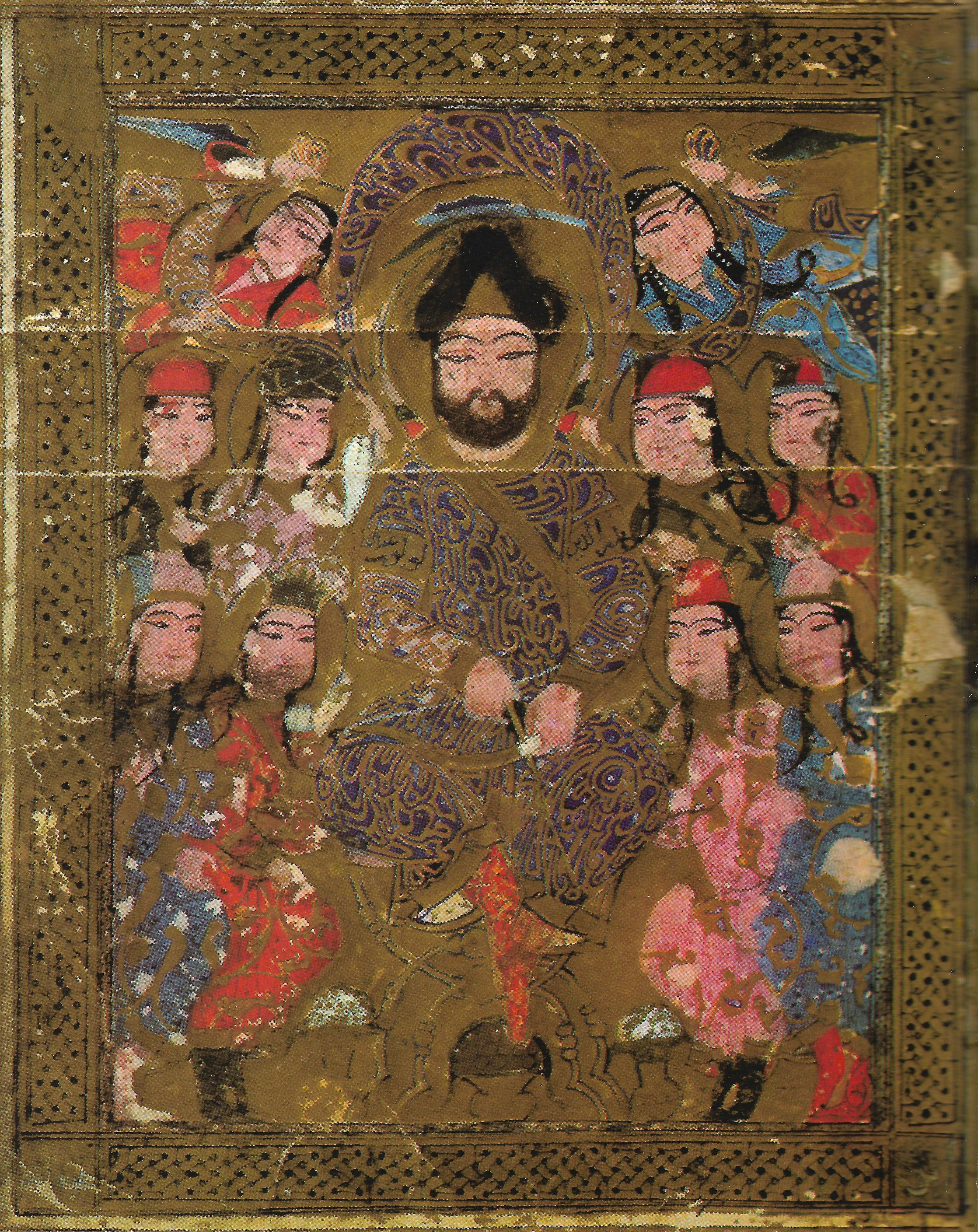
Badr ad-Dín Lulu emír (illusztráció Abu al-Faradzs al-Iszfaháni Kitāb al-Aghānī c. kéziratából (Feyzullah Könyvtár, Isztambul)

A kolostortemplom eredeti építési idejét, formáját nem ismerjük. Az első templom valószínűleg a 4–5. században épülhetett, de ennek pontos helye bizonytalan. Jelenleg ásatások folynak a legrégibb épületrészek feltárása és felmérése céljából. Egy régi felirat szerint az épületcsoporton már 1164-ben felújítási munkák folytak. Az épületegyüttes jelenlegi, erődszerű formáját a 12–13. században nyerte el. Faragott kődíszeinek java a 13. század közepén, Badr ad-Dín Lulu (arabul: بدر الدين لولو) zengida emír uralkodása idején (1211–1259) készült.
A boltíves főbejáraton át a látogató a kolostorudvarra jut. Árkádos galéria szolgál a templom előteréül, faragott kőkeretes kapuk vezetnek a templom belsejébe. A templomépület kéthajós, a déli a főhajó, ehhez csatlakozik a fallal leválasztott, kupolával fedett szentély-előtér és maga a szentély. A félkörös oldalkápolnákba díszfaragványos márványkeretes kapuk vezetnek. Az egyik kapu keretén arámi nyelven a Miatyánk bevésett szövege olvasható. A díszítések ún. atabek (atabeg) stílust, az iszlám és az örmény keresztény művészet formavilágát ötvözik. A szentély bejárata melletti oszlopon Mar Behnám lovasszobra, vele szemben húgának, Sárának szobra áll, valószínűleg a 16. századból.
A templomtól délkeleti irányban kápolna található, innen föld alatti folyosó vezet Mar Behnám és húga mauzóleumába, amelyet nyolcszögletű kupola borít. A mauzóleum helyzetéből több régész arra következtet, hogy az eredeti, 4–5. századi templom maradványai valószínűleg a síremlék melletti mesterséges domb („tell”) belsejében találhatók.
A monostort a szíriai katolikus egyház és az iraki Műemlékfelügyelőség (Directorate of Antiquities) 1986-ban renováltatta. Az intézményt minden évben muzulmán és keresztény zarándokok ezrei keresik fel. Szent Behnám emléknapján, december 10-én külön ünnepélyes megemlékező istentiszteleteket tartanak.

## A 2014-es iszlamista felkelés
2014 júniusában az iszlám dzsihádisták észak-iraki hadjárata során a Mar Behnám-kolostoregyüttes – Moszul városának elfoglalásával egy időben – az Iszlám Állam fegyvereseinek kezére került. Az egyházi személyzet és a keresztény lakosság egy része elmenekült, a többiek sora ismeretlen.
Az iszlamisták eltávolították a kereszteket a kolostorból, a szerzeteseket halállal fenyegették, ha nem térnek át iszlám hitre. Végül elkergették a szerzeteseket, akik a rajtuk lévő ruhán kívül semmit sem vihettek magukkal
2015. március 19-én az Iszlám Állam terroristái fényképeket tettek közzé Szent Behnám műemlék síremlékének felrobbantásáról.
Az iszlamista megszállás több, mint 2 éven át tartott. 2016. november 20-án az iraki kormányerők egy nagyobb offenzíva keretében a kolostort és környékét is visszafoglalták a szakadároktól.

## Külső hivatkozások
- Képek a Mar Behnám-kolostorról (panoramio.com)
- Képek a Mar Behnám-kolostorról (panoramio.com)
- Képek a Mar Behnám-kolostorról (flickr.com)
- William Warda: Early Assyrian Churches and Monasteries in northern Iraq (christiansofiraq.com)
- Hanna Hajjar – Amir Harrak: The Assyrian Prince Mor Behnam (cavemanart.com)
- Szent Behnám ünnepe (december)

## Kapcsolódó irodalom
- Czellár Katalin. Irak. Budapest: Panoráma zsebkönyvek (1979). ISBN 963-243-101-4
- The Middle East. Lebanon – Syria – Jordan – Iraq – Iran, Hachette World Guides, Paris, 1966. 718–719. old. (angolul)
- Mudīrīyat al-Iʻlām al-ʻĀmmah: Mar Behnam, Iraq, Ministry of Information, Directorate General of Information, 1970. (angolul)